# Fleury Rebatel
Fleury Rebatel (1845-1905), est un médecin et un homme politique français. Il a en particulier été président du conseil général du Rhône. Sur le plan médical, il a dirigé la maison de santé de Champvert. Il est également connu pour avoir été l'un des médecins chargés d'examiner Joseph Vacher, suspecté d'avoir assassiné, à la fin du XIXe siècle, plusieurs jeunes personnes.

## Hommages
Il y a une Rue du Docteur-Rebatel à Lyon.

## Famille
Sa fille Blanche Rebatel (1877-1962) épouse Édouard Herriot à Lyon le 28 octobre 1899.